# Pipit ocré
Anthus nattereri
Espèce
Statut de conservation UICN

VU : Vulnérable
Le Pipit  ocré (Anthus nattereri) est une espèce de passereaux de la famille des Motacillidae.

## Répartition
Cet oiseau se rencontre en Argentine, au Brésil, au Paraguay et en Uruguay.

## Description
Dans sa publication de 1878, Philip Lutley Sclater indique que le plus grand spécimen en sa possession mesure environ 14 cm de longueur totale.

## Systématique
Le nom valide complet (avec auteur) de ce taxon est Anthus nattereri P.L.Sclater, 1878,.
Ce taxon porte en français le nom vernaculaire ou normalisé suivant : Pipit ocré.

## Étymologie
Son épithète spécifique, nattereri, lui a été donnée en l'honneur du naturaliste et explorateur autrichien Johann Natterer (1787-1843) dont les spécimens analysés faisaient partie de sa collection. Il les avait obtenus en juillet et août 1820 lors de son expédition dans la région de São Paulo au Brésil. Il avait remarqué que cette espèce « affectionne les prairies herbeuses et déambule sur les routes ».

## Publication originale
- (en) P. L. Sclater, « Preliminary Remarks on the Neotropical Pipits », Ibis, Wiley-Blackwell, vol. 2, no 7,‎ juillet 1878, p. 356-367 (ISSN 1474-919X et 0019-1019, lire en ligne).